# Ford Landau (Brazylia)
Ford Landau – samochód osobowy klasy pełnowymiarowej produkowany pod amerykańską marką Ford w latach 1971 – 1983.

## Historia i opis modelu

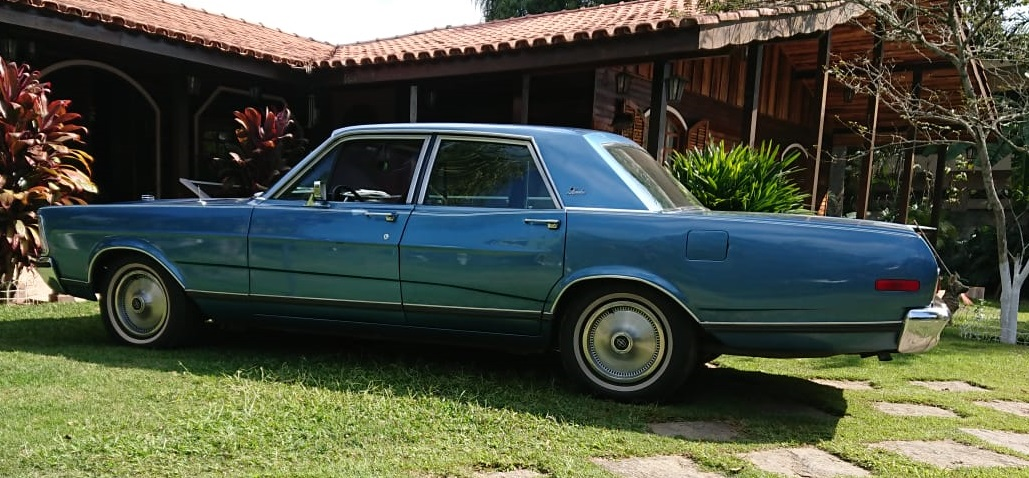
Ford Landau - tył

W 1971 roku brazylijski oddział Forda przedstawił nową, pełnowymiarową limuzynę opartą na bazie lokalnie produkowanego modelu Galaxie. 
Ford Landau był samochodem opracowanym przez lokalnych konstruktorów Ford Brasil, charakteryzując się masywnym, kanciastym nadwoziem i dużą, chromowaną atrapą chłodnicy i podwójnymi, okrągłymi reflektorami.

### Produkcja
Brazylijski Ford Landau był produkowany w lokalnych zakładach marki w São Paulo przez 12 lat bez poważniejszych zmian wizualnych, znikając z rynku bez bezpośredniego następcy w 1983 roku.

### Silnik
- V8 3.0l Ford Windsor